# Superbe (1784)
Pour les autres navires du même nom, voir Le Superbe.
Le Superbe est un vaisseau de ligne de classe Téméraire de 74 canons de la Marine royale puis républicaine française.
La construction du Superbe fait partie d'un programme de diversification des types de bâtiments en service dans la Marine royale, décidé par Louis XVI. Sa construction est supervisée par Jacques-Noël Sané. La coque est recouverte de plaques de cuivre afin d'éviter qu'elle ne soit attaquée par les vers marins. Lancé en 1785, ce vaisseau est intégré à la flotte de l'amiral Villaret de Joyeuse. Il prend part à la croisière du Grand Hiver, mais gravement endommagé et victime d'une voie d'eau au cours d'une tempête en janvier 1795, l'amiral de Joyeuse décide d'abandonner le vaisseau. 

## Sources et bibliographie
- Michel Vergé-Franceschi (dir.), Dictionnaire d'Histoire maritime, éditions Robert Laffont, coll. « Bouquins », 2002
- Jean Meyer et Martine Acerra, Histoire de la marine française : des origines à nos jours, Rennes, Ouest-France, 1994, 427 p. [détail de l’édition] (ISBN 2-7373-1129-2, BNF 35734655)
- Martine Acerra et André Zysberg, L'essor des marines de guerre européennes : vers 1680-1790, Paris, SEDES, coll. « Regards sur l'histoire » (no 119), 1997, 298 p. [détail de l’édition] (ISBN 2-7181-9515-0, BNF 36697883)
- Guy Le Moing, Les 600 plus grandes batailles navales de l'Histoire, Rennes, Marines Éditions, mai 2011, 620 p. (ISBN 978-2-35743-077-8)
- Jean-Michel Roche (dir.), Dictionnaire des bâtiments de la flotte de guerre française de Colbert à nos jours, t. 1, de 1671 à 1870, éditions LTP, 2005, 530 p. (lire en ligne)
- Georges Lacour-Gayet, La marine militaire de France sous le règne de Louis XVI, Paris, éditions Honoré Champion, 1905 (lire en ligne)